# Paivas
Paivas é uma zona da localidade portuguesa de Cruz de Pau, na cidade e freguesia de Amora.
Existe um parque nesse núcleo residencial chamado Parque das Paivas, que possui um mini lago com água e esculturas em metal.
1. ↑  «Mapa do Concelho de Seixal». Consultado em 15 de março de 2024